# Ophaalbrug Merksem Groot Dok

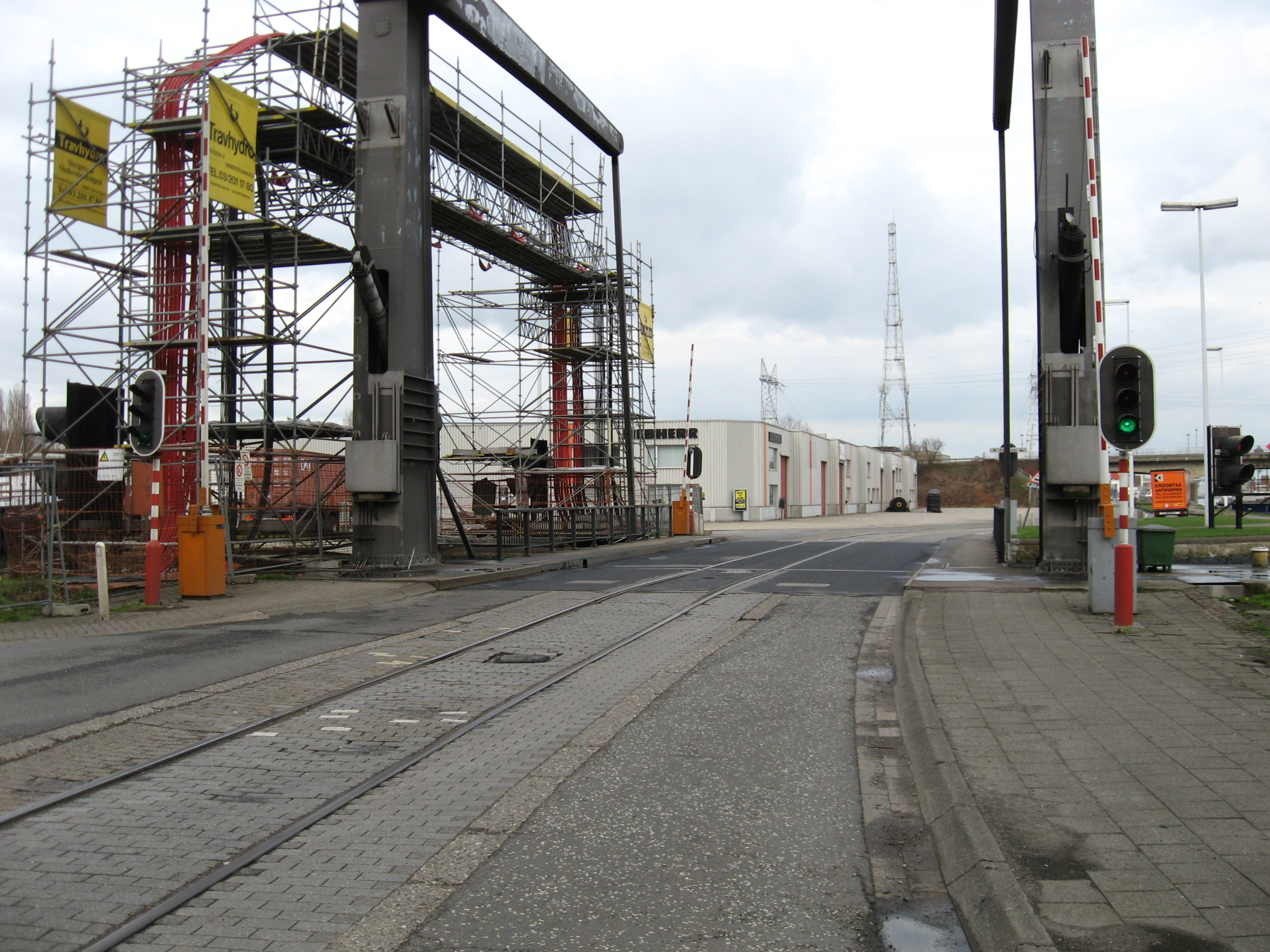

De Ophaalbrug over het Groot Dok is een brug in het Antwerpse havengebied, op de rechter oever van het Albertkanaal, in Merksem, in België. 
De brug bevindt zich in/op de Vaartkaai, aan het begin van het 'lange' Groot Dok, en is een ophaalbrug. De doorvaarthoogte bedraagt 7 meter; de maximale diepgang van een schip is 3,40 meter, en de maximale breedte van een schip 11,50 meter.
Over deze brug liep tot 2014 goederenspoorlijn 220. Deze kwam vanaf het Straatburgdok en ging tot voorbij de Kruiningenstraat naast en over de Vaartkaai, waarbij de weg diverse keren zonder beveiliging gekruist werd. Er waren ooit tientallen aansluitingen, ook aan beide kanten van het Groot Dok en aan beide kanten van het Klein Dok. Vanaf de Bredabaan kwamen er ook nog NMVB--goederentrams op beide kanten en over beide bruggen. Na de opheffing is op de bruggen de treinrails blijven liggen. Na 1966 zijn de tramsporen verdwenen. In de jaren '90 verdwenen de treinsporen naast het Groot Dok en het Klein Dok. Na 1996 was er nog maar één klant, bij het toenmalige eindpunt nabij de Pletterijstraat. Voor 1967 was dit een NMVB-lijn met stoomtractie. Na overname door de NMBS reed er vanwege het gevaarlijke tracé een locomotief met zwaailichten, die bovendien vooraf gegaan werd door een waarschuwingsauto met zwaailichten. Video op YouTube.